# Batalla de San Romano
La batalla de San Romano o La derrota de san Romano (en italiano, Battaglia di san Romano) es un tríptico o conjunto de tres pinturas, obra del pintor italiano Paolo Uccello. Está realizado con temple al huevo sobre tabla.
Conjunto admirado desde fecha temprana, fue adquirido en el siglo XIX por el banquero italiano Giampietro Campana. Su colección fue dispersada tras ser juzgado por malversación, y actualmente los cuadros de Uccello se conservan dispersos en tres museos: National Gallery de Londres, Louvre de París y Galería de los Uffizi de Florencia.

## Datación
Se considera que el tríptico fue ejecutado entre 1456 y 1460. No obstante, la fecha es incierta y continúa siendo objeto de considerable debate. Los críticos tienden actualmente a entender que fue encargada y ejecutada no mucho después de la muerte de Micheletto da Cotignola en 1435, una hipótesis que parece confirmada por el estilo, cercano al del Monumento a John Hawkwood pintado por Uccello hacia 1436, en la Catedral de Florencia.

## Historia
Se representa, en cada una de las tres tablas, tres momentos distintos de la batalla entablada el 1 de junio de 1432 en San Romano, cerca de Pisa, entre los florentinos, que resultaron al final victoriosos, guiados por Nicolás de Tolentino y los sieneses, liderados por Bernardino della Carda.
Recientes investigaciones apuntan que el ciclo de pinturas no fue, como se creyó durante mucho tiempo, un encargo de Cosme de Médici, sino de Lionardo Bartolini Salimbeni, que tuvo un papel destacado en la apertura de hostilidades con Siena.
Aparentemente tuvieron en un principio forma de arco. La tabla del Louvre está sin duda rellenada en sus esquinas superiores y en el área inferior izquierda cuando, entre 1479 y 1486, las tres escenas de la batalla fueron requisadas por Lorenzo de Médici para su palacio en Florencia. Están descritas en un inventario de su dormitorio en 1492.
Actualmente se conservan por separado en tres de los museos más destacados de Europa, con las siguientes medidas, indicadas en Wikicommons:
- Nicolás de Tolentino liderando a los florentinos (Niccolò da Tolentino alla testa dei fiorentini), National Gallery de Londres, donde se encuentra expuesta con el título de Niccolò Mauruzi da Tolentino at the Battle of San Romano. Mide 182 cm de alto y 317 cm de ancho.
- Intervención decisiva al lado de los florentinos del condottiero Micheletto da Cotignola o Contraataque de Michelotto da Cotignola en la Batalla de San Romano (Intervento decisivo a fianco dei fiorentini del condottiero Micheletto Attendolo da Cotignola). Mide 180 cm de alto y 316 cm de ancho. Se encuentra en el Museo del Louvre, París, Francia, con el título de La Bataille de San Romano. La Contre-attaque de Micheletto da Cotignola.
- Nicolás Mauricio de Tolentino derriba a Bernardino Della Carda en la Batalla de san Romano o El triunfo sobre Bernardino Della Carda (Disarcionamento di Bernardino della Carda). Mide 182 cm de alto y 323 cm de ancho. Se encuentra en la Galería Uffizi, Florencia.

La primera tabla se cree que es la de la Nacional Gallery de Londres, representando el inicio de las hostilidades, con Niccolò da Tolentino dirigiendo a las tropas florentinas. El contraataque por parte de Micheletto da Cotignola presenta el segundo episodio de este ciclo histórico. La tercera sería la de los Uffizi, mostrando el final de la batalla, con la derrota de los sieneses: Bernardino della Carda, líder del ejército sienés, resulta descabalgado.

## Análisis de la obra

Tríptico de la batalla de San Romano
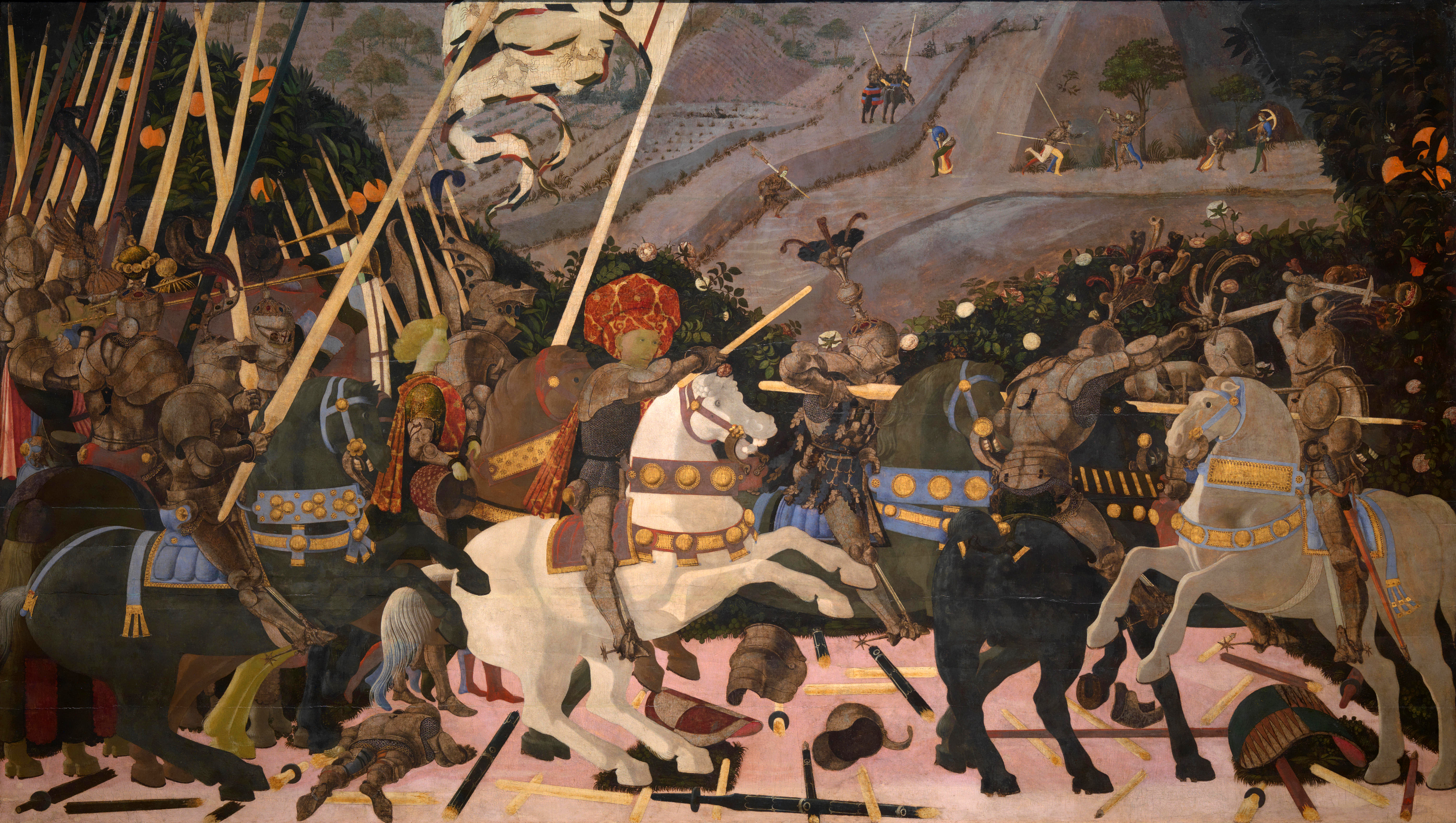
Niccolò Mauruzi da Tolentino en la batalla de San Romano (c. 1438–1440), 182 × 320 cm, National Gallery de Londres.
Niccolò Mauruzi da Tolentino desmonta a Bernardino della Carda[1] en la batalla de San Romano (c. 1435–1455), 182 × 320 cm, Galería Uffizi de Florencia.
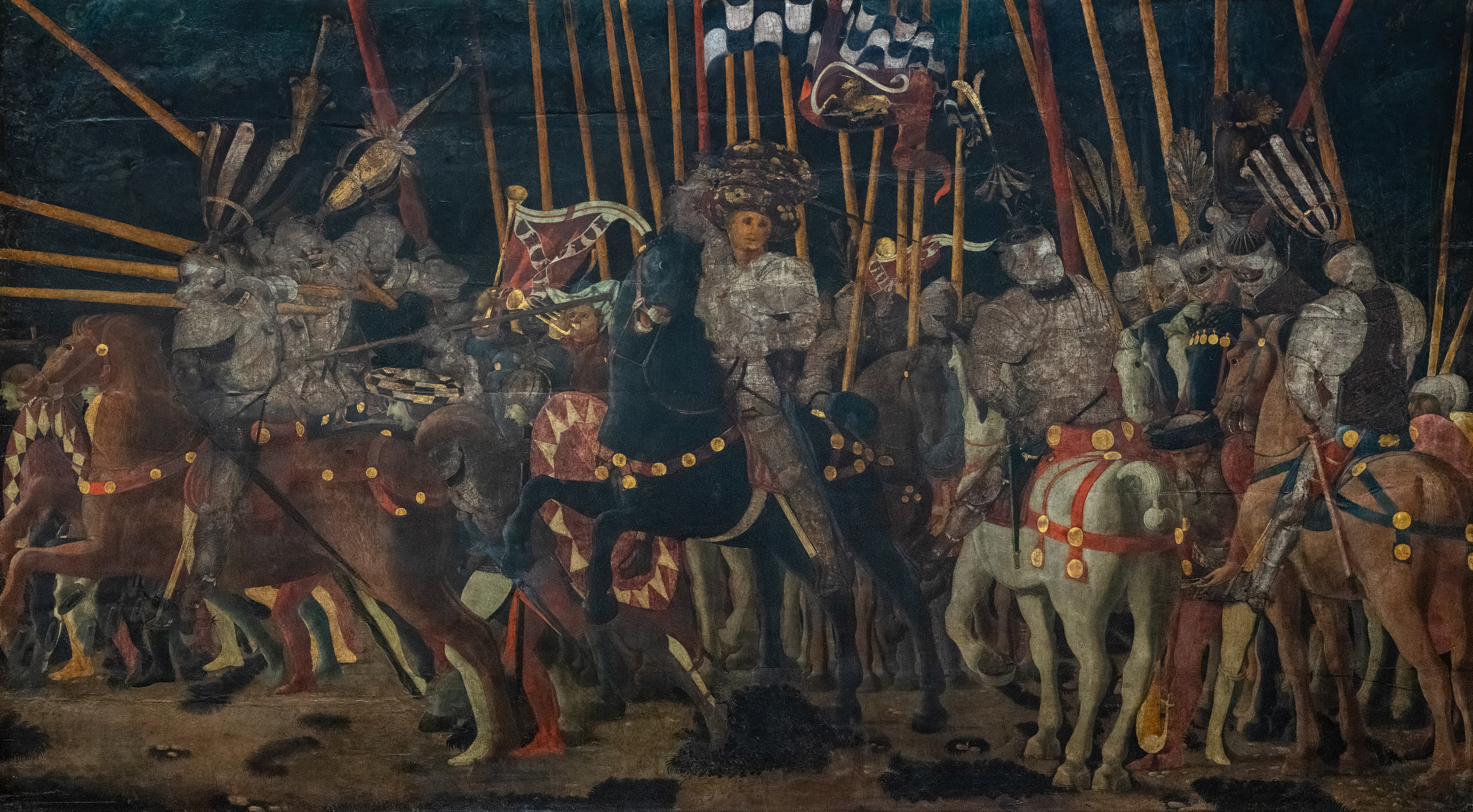
El contraataque de Michelotto da Cotignola en la batalla de San Romano, (c. 1455), 182 × 317 cm, Museo del Louvre (París).

En este tríptico, como en otras obras del mismo artista, se presentan mezclados elementos medievales y renacentistas como, por ejemplo, el tratamiento escultórico de los volúmenes y los escorzos de las figuras con variadas perspectivas, junto a otro elementos de tradición gótica, como los colores brillantes y el refinamiento decorativo en particular de las figuras y del paisaje, la perspectiva es dada por las lanzas de los combatientes.
Las figuras de los hombres y de los animales son geométricas y precisas, aunque irreales como los colores que usa: los caballos son rojos, blancos y azules. Esa luz y colores irreales puede que estén inspirados en algún relato caballeresco.
Al presentar el contraataque de Micheletto, la descripción de la secuencia de acontecimientos es un pretexto para una expresión detallada del movimiento. Las figuras se presentan en escorzos, esto es, mediante la representación deformada del motivo bajo el efecto de una perspectiva inusual, lo que permite representar situaciones dramáticas. Gracias a este recurso, Uccello crea sensación de profundidad en el espacio. Puede verse en el cadáver que yace en el suelo en una posición similar a la del Cristo muerto de Mantegna, pero boca abajo en lugar de boca arriba; y en los dos jinetes ligeramente inclinados y vistos de espalda de la parte derecha del cuadro. Algunos caballos se muestran de espaldas o de lado, para ensayar su relieve pictórico.
A la derecha, los guerreros esperan el asalto, con uno de ellos preparando su arma. El centro de la tabla del Louvre está ocupado por Micheletto da Cotignola sobre un caballo negro dando la señal de ataque. Tiene una actitud de mando y una grave expresión en el rostro, que contrasta con el gesto embravecido del caballo. El ejército empieza a moverse y a la izquierda la caballería carga contra el enemigo, bajando las lanzas en posición de ataque. De esta manera Uccello triunfa al crear la ilusión de un ímpetu general orquestado por las lanzas y los caballos.
Para el pintor, esta masa de caballeros e infantería, le permite ejercitar satisfactoriamente su obsesión con la representación de la forma pura de acuerdo con las leyes de la óptica. Uccello sigue fielmente los principios de la perspectiva arquitectónica pero, a diferencia de otros pintores de su tiempo, no usa su conocimiento extenso de la perspectiva para colocar esta escena en un espacio claramente definido, sino que representa la batalla contra un fondo relativamente oscuro.
Destaca la presencia de los mazzochi, sombreros florentinos de diferente aspecto que el artista describe detalladamente. También describe con minuciosidad las suntuosas armaduras de los soldados; para colorearlas, Uccello usó un compuesto que ha resultado dañado con el paso del tiempo.